# 장미부인
"장미부인"은 1983년에 개봉한 대한민국의 영화이다.

## 캐스팅
- 유인촌
- 나영희
- 임동진
- 문태선